# U-35 (1914)
U-35 — германская подводная лодка типа U-31 времен Первой мировой войны. Заложена на судоверфи «Германия» (нем. «Germaniawerft») 20 декабря 1912 года, спущена на воду 18 апреля 1914 года, введена в эксплуатацию 3 ноября 1914 года. С 1914 по 1918 годы — в составе Императорских военно-морских сил Германии.

## Постройка
Подводная лодка U-35 разработана инженером Хансом Техелем (нем. Hans Techel). Другие его проекты легли в основу двухкорпусных подводных лодок открытого моря с номерами с U-51 по U-56, с U-63 по U-65 и с U-81 по U-86. U-35 была заложена 20 декабря 1912 года на верфи «Германия» Фридриха Круппа в Киле. Ведущий инженер проекта Ганс Фехтер. Сдача судна планировалась 1 марта 1914, но была перенесена из-за проблем возникших с дизельными двигателями. Официально, U-35 введена в эксплуатацию 3 ноября 1914 года, под командованием капитан-лейтенанта Вальдемара Кохамеля. Проходила службу во II Флотилии, базировавшейся в Гельголанде.

## История службы
С начала службы и по 1 августа 1915 года U-35 входила в состав II Флотилии, а с 23 августа 1915 года по 11 ноября 1918 года проходила службу во Флотилии «Пола». С 23 августа 1915 года по 1918 год формально входила в состав ВМС Австро-Венгрии как «U 35». За время службы лодка совершила 2 тренировочных и 19 боевых походов.

### 1-й боевой поход
7 марта 1915 года под командованием Вальдемара Копхамеля U-35 вышла из Гельголанда в первый боевой поход.
Патруливование проходило в проливе Ла-Манш. 9 марта лодка встретила первые цели и открыла свой боевой счёт. Из надводного положения прицельно выпустила 1 торпеду по транспорту в 1230 тонн. В результате атаки был потоплен английский транспорт «Blackwood» тоннажем 1230 брт. Из надводного положения атаковала артогнём траулер. В результате атаки был потоплен французский транспорт «Griz Nez» тоннажем 208 брт. 15 марта вновь представилась возможность атаковать. Из подводного положения U-31 прицельно выпустила 1 торпеду по транспорту. В результате атаки был повреждён английский транспорт «Hyndford» тоннажем 4286 брт.
Боевой поход завершился в Гельголанде 20 марта. В результате боевого похода были потоплены 2 транспорта общим тоннажем 1438 брт и повреждён 1 транспорт тоннажем 4286 брт.

### 2-й боевой поход
Начался из Гельголанда 29 апреля 1915 года.
Лодка пошла патрулировать в Бристольском канале. 30 апреля лодка встретила норвежский транспорт «Laila» тоннажем 748 брт. Транспорт был остановлен и на него была высажена абордажная партия, заложившая подрывные заряды. После подрыва зарядов транспорт затонул. Вскоре после этого на лодке произошла крупная поломка механизмов, потребовавшая возвращения лодки в базу для ремонта.
Боевой поход завершился в Гельголанде 2 мая. В результате боевого похода был потоплен 1 транспорт тоннажем 748 брт. После возвращения из боевого похода лодка стала в ремонт.

### 3-й боевой поход
Начался из Гельголанда 29 мая 1915 года.
Лодка пошла патрулировать в Ирландское море. Судоходство здесь оказалось очень интенсивным. 2 июня лодка встретила цель и атаковала её. Из надводного положения атаковала артогнём норвежский транспорт «Cubano». После попаданий снарядов транспорт затонул. 4 июня из надводного положения остановила парусное судно в 100 тонн и высадила на него абордажную партию. Абордажная партия открыла кингстоны и парусное судно затонуло. В результате атаки был потоплен английский транспорт «George and Mary» тоннажем 100 брт. 6 июня из надводного положения U-35 остановила парусное судно в 1433 тонны и высадила на него абордажную партию. Абордажная партия открыла кингстоны и парусное судно затонуло. В результате атаки был потоплен английский транспорт «Sunlight» тоннажем 1433 брт. 7 июня новая победа. Из надводного положения атаковала артогнём норвежский транспорт «Trudvang» тоннажем 1041 брт. После попаданий снарядов транспорт затонул. 8 июня из надводного положения прицельно выпустила 1 торпеду по английскому транспорту «Strathcarron» тоннажем 4347 брт. Наблюдались попадание торпеды и гибель транспорта. Потопила французский транспорт «La Liberte» тоннажем 302 брт. Из надводного положения остановила парусное судно (английский транспорт «Express» тоннажем 115 брт.) и высадила на него абордажную партию заложившую подрывные заряды. После их взрывов парусное судно затонуло. Из надводного положения остановила парусное судно (английский транспорт «Susannah» тоннажем 115 брт) и высадила на него абордажную партию. Абордажная партия открыла кингстоны, после чего парусное судно затонуло. 10 июня из надводного положения атаковала артогнём парусное судно (российский транспорт «Thomasina» тоннажем 1869 брт). После попаданий снарядов парусное судно затонуло. 12 июня были потоплены английский транспорт «Crown of India» тоннажем 2034 брт и норвежский транспорт «Bellglade» тоннажем 664 брт. 13 июня лодка потопила английские транспорты «Hopemount» тоннажем 3300 брт и «Pelham» тоннажем 3534 брт, а также французский транспорт «Diamant» тоннажем 324 брт.
Боевой поход завершился в Гельголанде 23 июня. В результате боевого похода были потоплены 14 транспортов общим тоннажем 23 530 брт.

### 4-й боевой поход
Начался из Гельголанда 4 августа 1915 года.
Лодка пошла патрулировать в Атлантическом океане с перебазированием на Средиземное море. 10 августа лодка пополнила боевой счёт. В этот день были потоплены российский транспорт «Baltzer» тоннажем 343 брт, норвежский транспорт «Morna» тоннажем 1512 брт и французский транспорт «Francoise» тоннажем 2212 брт.
Боевой поход завершился в Каттаро 23 августа. В результате боевого похода были потоплены 3 транспорта общим тоннажем 4067 брт.

### 5-й боевой поход
Начался из Каттаро 31 августа 1915 года.
Лодка пошла патрулировать у острова Крит. 17 сентября был потоплен французский транспорт «Ravitailleur» тоннажем 2813 брт. 19 сентября был потоплен английский транспорт «Ramazan» тоннажем 3477 брт. 20 сентября был потоплен английский транспорт «Linkmoor» тоннажем 4306 брт.
Боевой поход завершился в Каттаро 22 сентября. В результате боевого похода были потоплены 3 транспорта общим тоннажем 10 596 брт.

### 6-й боевой поход
Начался из Каттаро 12 октября 1915 года.
Лодка пошла патрулировать в Эгейском море. 18 октября был потоплен итальянский транспорт «Scilla» тоннажем 1220 брт. 23 октября был потоплен английский транспорт «SS Marquette» тоннажем 7057 брт. 3 ноября лодка пополнила свой боевой счёт. В 11:30 потопила английский транспорт «Woolwich» тоннажем 2936 брт. В 17:15 из надводного положения атаковала артогнём транспорт «Japanese Prince», но попаданий зафиксировано не было. 5 ноября выдался вполне удачным днём. В 17:15 из надводного положения атаковала артогнём 2 сторожевых корабля. После попаданий снарядов 1 сторожевой корабль затонул, а другой был повреждён. В результате атаки были потоплен египетский сторожевой корабль «Abbas» тоннажем 298 тонн и повреждён египетский сторожевой корабль «Nour-el-bahr» тоннажем 450 тонн. Также потопила английский вспомогательный крейсер «Tara» тоннажем 1862 тонны. 6 ноября охота продолжилась. В 14:20 потопила английский транспорт «Lumina» тоннажем 5950 брт. В 16:10 потопила английский транспорт «Clan Macalister» тоннажем 4835 брт. В 16:58 потопила английский транспорт «Caria» тоннажем 3032 брт. 7 ноября новая победа. В 12:00 потопила английский транспорт «Moorina» тоннажем 4994 брт. 8 ноября в 08:00 потопила норвежский транспорт «Wacousta» тоннажем 3521 брт. В 10:00 потопила английский транспорт «Den of Crombie» тоннажем 4949 брт. В 15:20 потопила английский транспорт «Sir Richard Awdry» тоннажем 2234 брт. 9 ноября был потоплен английский транспорт «Californian» тоннажем 6223 брт.
Боевой поход завершился в Каттаро 12 ноября. В результате боевого похода были потоплены 1 вспомогательный крейсер тоннажем 1862 тонны, 1 сторожевой корабль тоннажем 298 тонн, 11 транспортов общим тоннажем 46 951 брт и повреждён 1 сторожевой корабль тоннажем 450 тонн.

### 7-й боевой поход
В конце 1915 года Лотар фон Арно де ла Перьер принимает командование U-35, сменив на этом посту Вальдемара Копхамеля. 11 января 1916 года подводная лодка с новым командиром выходит из Полы.
Лодка пошла патрулировать район островов Мальта и Крит. 17 января были потоплен английский транспорт «Sutherland» тоннажем 3542 брт, лодка была обстреляна английским судном-ловушкой «Margit» тоннажем 2490 брт. 18 января был потоплен английский транспорт «Marere» тоннажем 6443 брт. 20 января был потоплен английский транспорт «Trematon» тоннажем 4198 брт.
Боевой поход завершился в Каттаро 21 января. В результате боевого похода были потоплены 3 транспорта общим тоннажем 14 183 брт.

### 8-й боевой поход
Начался из Каттаро 20 февраля 1916 года.
Лодка пошла патрулировать к западу от Цериго. 26 февраля был потоплен французский вспомогательный крейсер «La Provence II» тоннажем 13 753 тонны. 27 февраля был потоплен итальянский транспорт «Giava» тоннажем 2631 брт. 28 февраля был потоплен английский транспорт «Mafunda» тоннажем 4952 брт. 29 февраля был потоплен английский шлюп «Primula» тоннажем 1250 тонн.
Боевой поход завершился в Каттаро 4 марта. В результате боевого похода были потоплены 1 вспомогательный крейсер тоннажем 13 753 тонны, 1 шлюп тоннажем 1250 тонн и 2 транспорта общим тоннажем 7583 брт.

### 9-й боевой поход
Начался из Каттаро 20 марта 1916 года.
Лодка пошла патрулировать в восточной части Средиземного моря. 23 марта был потоплен английский транспорт «Minneapolis» тоннажем 13 543 брт. Но вскоре лодка вынуждена была вернуться на базу, из-за технической неисправности.
Боевой поход завершился в Каттаро 8 апреля. В результате боевого похода был потоплен 1 транспорт тоннажем 13 543 брт.

### 10-й боевой поход
Начался из Полы 6 июня 1916 года.
Лодка пошла патрулировать в западной части Средиземного моря. 13 июня были потоплены итальянские транспорты «Motia» тоннажем 500 брт, «Maria C.» тоннажем 77 брт и «San Francesco Paola» тоннажем 43 брт. 14 июня были потоплены итальянские транспорты «Giofue» тоннажем 20 брт, «S. Francesco» тоннажем 28 брт, «Antonia V» тоннажем 132 брт и «Tavolara» тоннажем 701 брт. 15 июня были потоплены итальянские транспорты «Adelina» тоннажем 170 брт, «Anetta» тоннажем 112 брт, «S. Maria» тоннажем 515 брт и «Audace» тоннажем 143 брт, а также английский транспорт «Sardinia» тоннажем 1119 брт. 16 июня были потоплены итальянские транспорты «Dolmetta M» тоннажем 48 брт, «Rondine» тоннажем 112 брт, «Era» тоннажем 1077 брт и «Eufrasia» тоннажем 71 брт, а также английский транспорт «Gaffa» тоннажем 3922 брт. 17 июня был потоплен итальянский транспорт «Poviga» тоннажем 3360 брт. 18 июня были потоплены английские транспорты «Rona» тоннажем 1312 брт и «Beachy» тоннажем 4718 брт, а также французский транспорт «Olga» тоннажем 2664 брт и норвежский транспорт «Aquila» тоннажем 2192 брт. 19 июня были потоплены итальянский транспорт «Mario C.» тоннажем 398 брт и французский транспорт «France-Russie» тоннажем 329 брт. 23 июня были потоплены французский транспорт «L’Herault» тоннажем 2298 брт и итальянский транспорт «Giuseppina» тоннажем 1861 брт. 24 июня были потоплены итальянские транспорты «Saturnia Fanny» тоннажем 1568 брт и «S. Francesco» тоннажем 1059 брт, а также французский транспорт «Checchina» тоннажем 185 брт, японский транспорт «Dayetsu Maru» тоннажем 3184 брт и английский транспорт «Canford Chine» тоннажем 2398 брт. 25 июня были потоплены французский транспорт «Fournel» тоннажем 2047 брт и итальянский транспорт «Clara» тоннажем 5503 брт. 27 июня были потоплены итальянские транспорты «Pino» тоннажем 1677 брт, «Roma» тоннажем 2491 брт и «Mongibello» тоннажем 4059 брт, а также английский транспорт «Windermere» тоннажем 2292 брт. 29 июня были потоплены итальянские транспорты «Giuseppina» тоннажем 214 брт и «Carlo Alberto» тоннажем 312 брт, а также английский транспорт «Teano» тоннажем 1907 брт.
Боевой поход завершился в Каттаро 3 июля. В результате боевого похода были потоплены 40 транспортов общим тоннажем 56 818 брт.

### 11-й боевой поход
Начался из Каттаро 26 июля 1916 года.
Лодка пошла патрулировать в западной части Средиземного моря. 28 июля был потоплен итальянский транспорт «Dandolo» тоннажем 4977 брт. 30 июля были потоплены английские транспорты «Ethelbrytha» тоннажем 3084 брт и «Britannic» тоннажем 3487 брт, а также тунисский транспорт «Giuseppe Marta» тоннажем 111 брт и датский транспорт «Katholm» тоннажем 1324 брт. 31 июля были потоплены итальянские транспорты «Generale Ameglio» тоннажем 222 брт, «Emilio G.» тоннажем 166 брт и «Citta di Messina» тоннажем 2464 брт, а также норвежские транспорты «Erling» тоннажем 122 брт и «Einar» тоннажем 136 брт. 1 августа был потоплен английский транспорт «Heighington» тоннажем 2800 брт. 2 августа были потоплены итальянский транспорт «Eugenia» тоннажем 550 брт и французский транспорт «Neptune» тоннажем 151 брт. 3 августа был потоплен греческий транспорт «Tricoupis» тоннажем 2387 брт. 4 августа были потоплены английские транспорты «Favonian» тоннажем 3049 брт и «Tottenham» тоннажем 3106 брт, а также итальянские транспорты «Siena» тоннажем 4372 брт и «Teti» тоннажем 2868 брт. 5 августа были потоплены английский транспорт «Mount Coniston» тоннажем 3018 брт и греческий транспорт «Achilleus» тоннажем 843 брт. 7 августа были потоплены английские транспорты «Trident» тоннажем 3129 брт и «Newburn» тоннажем 3554 брт. 8 августа были потоплены итальянский транспорт «Speme» тоннажем 1229 брт и английский транспорт «Imperial» тоннажем 3818 брт. 9 августа были потоплены испанский транспорт «Ganekogorta Mendi» тоннажем 3061 брт, итальянский транспорт «Sebastiano» тоннажем 3995 брт и английский транспорт «Antiope» тоннажем 2973 брт. 10 августа был потоплен японский транспорт «Temmei Maru» тоннажем 3360 брт. 11 августа был потоплен испанский транспорт «Pagafarri» тоннажем 3287 брт. 12 августа были потоплены итальянские транспорты «Gina» тоннажем 443 брт, «Nereus» тоннажем 3980 брт и «Regina Pacis» тоннажем 2228 брт, а также французский транспорт «St. Gaetan» тоннажем 125 брт. 13 августа были потоплены итальянские транспорты «Eurasia» тоннажем 1898 брт, «Balmoral» тоннажем 2542 брт и «Francesco Saverio D.» тоннажем 214 брт, а также датский транспорт «Ivar» тоннажем 2139 брт. 14 августа были потоплены итальянские транспорты «Emilia» тоннажем 319 брт, «Rosario» тоннажем 188 брт, «Henriette B.» тоннажем 176 брт, «Francesca» тоннажем 161 брт, «Lavinia» тоннажем 243 брт, «Pausania» тоннажем 107 брт, «Louis B.» тоннажем 212 брт, «Ida» тоннажем 242 брт, «San Giuseppe Patriarca» тоннажем 62 брт, «San Francesco di Paolo S.» тоннажем 112 брт и «S. Giovanni Battista» тоннажем 1066 брт. 15 августа были потоплены итальянские транспорты «Augusta» тоннажем 523 брт, «Vergine di Pompei» тоннажем 145 брт и «Candida Altieri» тоннажем 282 брт. 16 августа был потоплен итальянский транспорт «Madre» тоннажем 665 брт. 17 августа был потоплен английский транспорт «Swedish Prince» тоннажем 3712 брт. 18 августа был потоплен итальянский транспорт «Erix» тоннажем 923 брт.
Боевой поход завершился в Каттаро 20 августа. В результате боевого похода были потоплены 53 транспорта (29 пароходов, 24 парусника) общим тоннажом 92 517 брт.

### 12-й боевой поход
Начался из Каттаро 14 сентября 1916 года. Лодка пошла патрулировать в западной части Средиземного моря. 19 сентября были потоплены итальянские транспорты «Doride» тоннажем 1250 брт и «Theresa C.» тоннажем 270 брт. 22 сентября были потоплены итальянские транспорты «Garibaldi» тоннажем 5185 брт и «Giovanni Zambelli» тоннажем 2485 брт. 23 сентября был потоплен английский транспорт «Charterhouse» тоннажем 3021 брт. 24 сентября были потоплены итальянский транспорт «Nicolo» тоннажем 5475 брт, норвежский транспорт «Bufford» тоннажем 2284 брт и английский транспорт «Bronwen» тоннажем 4250 брт. 25 сентября был потоплен итальянский транспорт «Benpark» тоннажем 3842 брт. 26 сентября были потоплены английские транспорты «Stathe» тоннажем 2623 брт, «Newby» тоннажем 2168 брт и «Boddam» тоннажем 3218 брт. 27 сентября были потоплены английские транспорты «Rallus» тоннажем 1752 брт и «Secondo» тоннажем 3912 брт, а также норвежский транспорт «Vindeggen» тоннажем 2610 брт. 29 сентября был потоплен итальянский транспорт «Venus» тоннажем 3976 брт. 2 октября был потоплен французский шлюп «Rigel» тоннажем 1250 тонн. 3 октября был потоплен греческий транспорт «Samos» тоннажем 1186 брт. 4 октября были потоплены норвежский транспорт «Birk» тоннажем 715 брт и французский вспомогательный крейсер «Gallia» тоннажем 14 900 тонн. 5 октября были потоплены итальянский транспорт «Aurora» тоннажем 2806 брт и шведский транспорт «Vera» тоннажем 2485 брт.
Боевой поход завершился в Каттаро 9 октября. В результате боевого похода были потоплены 1 вспомогательный крейсер тоннажем 14 900 тонн, 1 шлюп тоннажем 1250 тонн и 20 транспортов общим тоннажем 55 513 брт.

### 13-й боевой поход
Начался из Каттаро 1 января 1917 года.
Лодка пошла патрулировать у острова Мальта. 5 января были потоплены английский транспорт «Lesbian» тоннажем 2555 брт и итальянский транспорт «Salvatore Padre» тоннажем 200 брт. 6 января был потоплен английский транспорт «Hudworth» тоннажем 3966 брт. 7 января был потоплен английский транспорт «Mohacsfield» тоннажем 3678 брт. 8 января были потоплены английские транспорты «Andoni» тоннажем 3188 брт и «Lynfield» тоннажем 3023 брт.
Боевой поход завершился в Каттаро 13 января. В результате боевого похода были потоплены 6 транспортов общим тоннажем 16 610 брт.

### 14-й боевой поход
Начался из Полы 6 февраля 1917 года.
Лодка пошла патрулировать у восточного побережья Испании. 12 февраля были потоплены итальянский транспорт «Affunta» тоннажем 132 брт и американский транспорт «Lyman M. Law» тоннажем 1300 брт. 13 февраля был потоплен английский транспорт «Percy Roy» тоннажем 110 брт. 14 февраля были потоплены итальянский транспорт «Oceania» тоннажем 4217 брт и российский транспорт «Mery» тоннажем 178 брт. 16 февраля были потоплены итальянские транспорты «Prudenza» тоннажем 3307 брт и «Oriana» тоннажем 3132 брт и повреждён английский транспорт «Buranda» тоннажем 3651 брт. 17 февраля был потоплен итальянский транспорт «Pier Accavan Ubert» тоннажем 112 брт. 18 февраля были потоплены итальянские транспорты «Giuseppe» тоннажем 1856 брт и «Guido» тоннажем 324 брт, а также шведский транспорт «Skogland» тоннажем 3264 брт. 23 февраля потопила английский транспорт «Longhirst» тоннажем 3053 брт и повредила французский транспорт «Montviso» тоннажем 4820 брт. 24 февраля были потоплены греческий транспорт «Prikonefos» тоннажем 3537 брт и английский транспорт «Dorothy» тоннажем 3806 брт.
Боевой поход завершился в Поле 27 февраля. В результате боевого похода были потоплены 14 транспортов общим тоннажем 28 328 брт и повреждены 2 транспорта общим тоннажем 8471 брт.

### 15-й боевой поход
Начался из Полы 31 марта 1917 года.
Лодка пошла патрулировать в западной части Средиземного моря. 3 апреля был потоплен английский транспорт «Ardgafk» тоннажем 4542 брт. 4 апреля были потоплены английский транспорт «Parkgate» тоннажем 3232 брт и американский транспорт «Marquerite» тоннажем 1553 брт. 7 апреля был потоплен английский транспорт «Maplewood» тоннажем 3239 брт. 11 апреля был потоплен английский транспорт «Miss Morris» тоннажем 156 брт. 12 апреля был потоплен греческий транспорт «India» тоннажем 2933 брт. 13 апреля были потоплены итальянские транспорты «Stromboli» тоннажем 5466 брт и «Giuseppe Accame» тоннажем 3224 брт, а также греческий транспорт «Odysseus» тоннажем 3463 брт. 14 апреля был потоплен английский транспорт «Patagonier» тоннажем 3832 брт. 15 апреля был потоплен греческий транспорт «Panaghis Drakatos» тоннажем 2734 брт. 17 апреля были потоплены английские транспорты «Brisbane River» тоннажем 4989 брт, «Corfu» тоннажем 3695 брт и «Fernmoor» тоннажем 3098 брт. 18 апреля был потоплен английский транспорт «Trekieve» тоннажем 3087 брт. 19 апреля был потоплен английский транспорт «Sowwell» тоннажем 3781 брт. 20 апреля были потоплены английские транспорты «Lowdale» тоннажом 2660 брт и «Nentmoor» тоннажем 3535 брт, а также повреждён английский транспорт «Leafowe Castle» тоннажем 9737 брт. 23 апреля был потоплен итальянский транспорт «Bandiera e Moro» тоннажем 2068 брт. 24 апреля были потоплены норвежские транспорты «Torvore» тоннажем 1667 брт и «Vilhelm Krag» тоннажем 3715 брт, а также датский транспорт «Nordsoen» тоннажем 1055 брт и итальянский транспорт «Bienaime Prof. Luigi» тоннажем 265 брт и повреждён испанский транспорт «Triana» тоннажем 748 брт.
Боевой поход завершился в Поле 6 мая. В результате боевого похода были потоплены 23 транспорта общим тоннажем 67 989 брт и повреждены 2 транспорта общим тоннажем 10 485 брт.

### 16-й боевой поход
Начался из Каттаро 2 октября 1917 года.
Лодка пошла патрулировать к западу от Гибралтара. 13 октября были потоплены итальянские транспорты «Doris» тоннажем 3979 брт и «Lilla» тоннажем 2819 брт, а также английский транспорт «Alavi» тоннажем 3627 брт. 14 октября был потоплен греческий транспорт «Despina G. Mickalinos» тоннажем 2851 брт. 15 октября был повреждены английские эскадренный миноносец «Northesk» тоннажем 1000 тонн и вспомогательный крейсер «City of Belfast» тоннажем 1055 тонн. 18 октября был потоплен итальянский транспорт «Lorenzo» тоннажем 2496 брт. 20 октября был потоплен японский транспорт «Ikoma Maru» тоннажем 3048 брт. 25 октября был потоплен американский транспорт «Fannie Prescott» тоннажем 404 брт. 29 октября был потоплен английский транспорт «Namur» тоннажем 6701 брт. 31 октября был потоплен английский транспорт «Cambric» тоннажем 3403 брт. 2 ноября были потоплены итальянские транспорты «Maria di Porto Salvo» тоннажем 91 брт и «San Francesco di Paola G.» тоннажем 151 брт. 6 ноября в 08:18 из надводного положения атаковала артогнём перископ с дистанции 50 метров. Выпущен 1 105-мм снаряд. Попадания нет.
Боевой поход завершился в Каттаро 6 ноября. В результате боевого похода были потоплены 11 транспортов общим тоннажем 29 570 брт и повреждены 1 вспомогательный крейсер тоннажем 1055 тонн и 1 эскадренный миноносец тоннажем 1000 тонн.

### 17-й боевой поход
Начался из Каттаро 8 декабря 1917 года.
Лодка пошла патрулировать у восточного побережья Испании. 10 декабря был потоплен английский транспорт «Persier» тоннажем 3874 брт. 20 декабря были потоплены английские транспорты «Fiscus» тоннажем 4782 брт и «Waverley» тоннажем 3853 брт. 23 декабря был потоплен итальянский транспорт «Pietro» тоннажем 3860 брт. 24 декабря был потоплен английский транспорт «Turnbridge» тоннажем 2874 брт. 25 декабря были потоплены английские транспорты «Argo» тоннажем 3017 брт и «Clistondale» тоннажем 3811 брт, а также норвежский транспорт «Nordpol» тоннажем 2050 брт.
Боевой поход завершился в Каттаро 31 декабря. В результате боевого похода были потоплены 8 транспортов общим тоннажем 28 121 брт.

### 18-й боевой поход
Начался из Каттаро 10 февраля 1918 года.
Лодка пошла патрулировать в западной части Средиземного моря. 23 февраля был потоплен португальский транспорт «Humberto» тоннажем 274 брт. 26 февраля был потоплен норвежский транспорт «Pytheas» тоннажем 2690 брт. 27 февраля были потоплены английские транспорты «Marconi» тоннажем 7402 брт и «Kerman» тоннажем 4397 брт. 6 марта был потоплен японский транспорт «Daiten Maru» тоннажем 4555 брт. 7 марта был потоплен испанский транспорт «Begona № 4» тоннажем 1850 брт. 9 марта был потоплен английский транспорт «Silverdale» тоннажем 3835 брт.
Боевой поход завершился в Каттаро 13 марта. В результате боевого похода были потоплены 7 транспортов общим тоннажем 25 003 брт.

### 19-й боевой поход
Начался из Каттаро 7 сентября 1918 года.
Лодка получила приказ патрулировать в Атлантическом океане и завершить поход в Германии для выполнения капитального ремонта. За время боевого похода побед не было.
Боевой поход завершился в Киле 9 октября.
В ноябре 1918 года интернирована в Эль-Ферроле, Испания и в 1919 сдалась Франции. После окончания Первой мировой войны, 26 ноября 1918 года U-35 по репарациям передана Великобритании и отправлена на слом в 1919—1920 годах в Блите.

## Перечень побед U-35
За время боевой службы подводная лодка «U-35» потопила 226 и повредила 10 судов.
- 4 вспомогательных крейсера
- 1 эскадренный миноносец
- 2 шлюпа
- 2 сторожевых корабля
- 227 транспортов

Суммарный тоннаж поражённых целей составляет 575 387 тонн.
- U-35 стала самой результативной подводной лодкой по итогам Первой мировой войны, потопив и повредив 236 судов.
- Командир лодки Лотар фон Арно де ла Перьер, стал самым результативным подводником всех времён, потопив 194 судна общим тоннажем 454 000 т.

| Дата             | Командир                    | Название судна            | Тоннаж  | Национальность |
| ---------------- | --------------------------- | ------------------------- | ------- | -------------- |
| 9 марта 1915     | Вальдемар Копхамель         | Blackwood                 | 1230    | Великобритания |
| 9 марта 1915     | Вальдемар Копхамель         | Gris Nez                  | 208     | Франция        |
| 15 марта 1915    | Вальдемар Копхамель         | Hyndford                  | 4286    | Великобритания |
| 30 апреля 1915   | Вальдемар Копхамель         | Laila                     | 748     | Великобритания |
| 2 июня 1915      | Вальдемар Копхамель         | Cubano                    | 4352    | Великобритания |
| 4 июня 1915      | Вальдемар Копхамель         | George & Mary             | 100     | Великобритания |
| 6 июня 1915      | Вальдемар Копхамель         | Sunlight                  | 1433    | Великобритания |
| 7 июня 1915      | Вальдемар Копхамель         | Trudvang                  | 1041    | Великобритания |
| 8 июня 1915      | Вальдемар Копхамель         | Express                   | 115     | Великобритания |
| 8 июня 1915      | Вальдемар Копхамель         | La Liberte                | 302     | Франция        |
| 8 июня 1915      | Вальдемар Копхамель         | Strathcarron              | 4347    | Великобритания |
| 8 июня 1915      | Вальдемар Копхамель         | Susannah                  | 115     | Великобритания |
| 10 июня 1915     | Вальдемар Копхамель         | Thomasina                 | 1869    | Великобритания |
| 12 июня 1915     | Вальдемар Копхамель         | Bellglade                 | 664     | Великобритания |
| 12 июня 1915     | Вальдемар Копхамель         | Crown Of India            | 2034    | Великобритания |
| 13 июня 1915     | Вальдемар Копхамель         | Diamant                   | 324     | Франция        |
| 13 июня 1915     | Вальдемар Копхамель         | Hopemount                 | 3300    | Великобритания |
| 13 июня 1915     | Вальдемар Копхамель         | Pelham                    | 3534    | Великобритания |
| 10 августа 1915  | Вальдемар Копхамель         | Baltzer                   | 343     | Великобритания |
| 10 августа 1915  | Вальдемар Копхамель         | Francois                  | 2212    | Франция        |
| 10 августа 1915  | Вальдемар Копхамель         | Morna                     | 1512    | Великобритания |
| 17 сентября 1915 | Вальдемар Копхамель         | Ravitailleur              | 2815    | Франция        |
| 19 сентября 1915 | Вальдемар Копхамель         | Ramazan                   | 3477    | Великобритания |
| 20 сентября 1915 | Вальдемар Копхамель         | Linkmoor                  | 4306    | Великобритания |
| 18 октября 1915  | Вальдемар Копхамель         | Scilla                    | 1220    | Италия         |
| 23 октября 1915  | Вальдемар Копхамель         | SS Marquette              | 7057    | Великобритания |
| 3 ноября 1915    | Вальдемар Копхамель         | Woolwich                  | 2936    | Великобритания |
| 5 ноября 1915    | Вальдемар Копхамель         | Tara                      | 1862    | Великобритания |
| 5 ноября 1915    | Вальдемар Копхамель         | Abbas                     | 298     | Египет         |
| 5 ноября 1915    | Вальдемар Копхамель         | Nour-el-bahr              | 450     | Египет         |
| 6 ноября 1915    | Вальдемар Копхамель         | Caria                     | 3032    | Великобритания |
| 6 ноября 1915    | Вальдемар Копхамель         | Clan Macalister           | 4835    | Великобритания |
| 6 ноября 1915    | Вальдемар Копхамель         | Lumina                    | 6218    | Великобритания |
| 7 ноября 1915    | Вальдемар Копхамель         | Moorina                   | 4994    | Великобритания |
| 8 ноября 1915    | Вальдемар Копхамель         | Den Of Crombie            | 4949    | Великобритания |
| 8 ноября 1915    | Вальдемар Копхамель         | Sir Richard Awdry         | 2234    | Великобритания |
| 8 ноября 1915    | Вальдемар Копхамель         | Wacousta                  | 3521    | Великобритания |
| 9 ноября 1915    | Вальдемар Копхамель         | Californian               | 6223    | Великобритания |
| 17 января 1916   | Лотар фон Арно де ла Перьер | Sutherland                | 3542    | Великобритания |
| 18 января 1916   | Лотар фон Арно де ла Перьер | Marere                    | 6443    | Великобритания |
| 20 января 1916   | Лотар фон Арно де ла Перьер | Trematon                  | 4198    | Великобритания |
| 26 февраля 1916  | Лотар фон Арно де ла Перьер | La Provence               | 13 753  | Франция        |
| 27 февраля 1916  | Лотар фон Арно де ла Перьер | Giava                     | 2755    | Италия         |
| 28 февраля 1916  | Лотар фон Арно де ла Перьер | Masunda                   | 4952    | Великобритания |
| 29 февраля 1916  | Лотар фон Арно де ла Перьер | Primula                   | 1250    | Великобритания |
| 23 марта 1916    | Лотар фон Арно де ла Перьер | Minneapolis               | 13 543  | Великобритания |
| 13 июня 1916     | Лотар фон Арно де ла Перьер | Maria C.                  | 77      | Италия         |
| 13 июня 1916     | Лотар фон Арно де ла Перьер | Motia                     | 500     | Италия         |
| 13 июня 1916     | Лотар фон Арно де ла Перьер | San Francesco Di Paola    | 43      | Италия         |
| 14 июня 1916     | Лотар фон Арно де ла Перьер | Antonia V                 | 132     | Италия         |
| 14 июня 1916     | Лотар фон Арно де ла Перьер | Giosue                    | 20      | Италия         |
| 14 июня 1916     | Лотар фон Арно де ла Перьер | San Francesco             | 28      | Италия         |
| 14 июня 1916     | Лотар фон Арно де ла Перьер | Tavolara                  | 701     | Италия         |
| 15 июня 1916     | Лотар фон Арно де ла Перьер | Adelina                   | 170     | Италия         |
| 15 июня 1916     | Лотар фон Арно де ла Перьер | Anette                    | 112     | Италия         |
| 15 июня 1916     | Лотар фон Арно де ла Перьер | Audace                    | 144     | Италия         |
| 15 июня 1916     | Лотар фон Арно де ла Перьер | S. Maria                  | 515     | Италия         |
| 15 июня 1916     | Лотар фон Арно де ла Перьер | Sardinia                  | 1119    | Великобритания |
| 16 июня 1916     | Лотар фон Арно де ла Перьер | Dolmetta M                | 48      | Италия         |
| 16 июня 1916     | Лотар фон Арно де ла Перьер | Era                       | 1078    | Италия         |
| 16 июня 1916     | Лотар фон Арно де ла Перьер | Eufrasia                  | 71      | Италия         |
| 16 июня 1916     | Лотар фон Арно де ла Перьер | Gafsa                     | 3922    | Великобритания |
| 16 июня 1916     | Лотар фон Арно де ла Перьер | Rondine                   | 112     | Италия         |
| 17 июня 1916     | Лотар фон Арно де ла Перьер | Poviga                    | 3360    | Италия         |
| 18 июня 1916     | Лотар фон Арно де ла Перьер | Aquila                    | 2191    | Великобритания |
| 18 июня 1916     | Лотар фон Арно де ла Перьер | Beachy                    | 4718    | Великобритания |
| 18 июня 1916     | Лотар фон Арно де ла Перьер | Olga                      | 2964    | Франция        |
| 18 июня 1916     | Лотар фон Арно де ла Перьер | Rona                      | 1312    | Великобритания |
| 19 июня 1916     | Лотар фон Арно де ла Перьер | France Et Russie          | 329     | Франция        |
| 19 июня 1916     | Лотар фон Арно де ла Перьер | Mario C.                  | 398     | Италия         |
| 23 июня 1916     | Лотар фон Арно де ла Перьер | Giuseppina                | 1872    | Италия         |
| 23 июня 1916     | Лотар фон Арно де ла Перьер | Herault                   | 2299    | Франция        |
| 24 июня 1916     | Лотар фон Арно де ла Перьер | Canford Chine             | 2398    | Великобритания |
| 24 июня 1916     | Лотар фон Арно де ла Перьер | Checchina                 | 184     | Франция        |
| 24 июня 1916     | Лотар фон Арно де ла Перьер | Daiyetsu Maru             | 3184    | Япония         |
| 24 июня 1916     | Лотар фон Арно де ла Перьер | San Francesco             | 1060    | Италия         |
| 24 июня 1916     | Лотар фон Арно де ла Перьер | Saturnina Fanny           | 1568    | Италия         |
| 25 июня 1916     | Лотар фон Арно де ла Перьер | Clara                     | 5503    | Италия         |
| 25 июня 1916     | Лотар фон Арно де ла Перьер | Fournel                   | 2047    | Франция        |
| 27 июня 1916     | Лотар фон Арно де ла Перьер | Mongibello                | 4059    | Италия         |
| 27 июня 1916     | Лотар фон Арно де ла Перьер | Pino                      | 1677    | Италия         |
| 27 июня 1916     | Лотар фон Арно де ла Перьер | Roma                      | 2491    | Италия         |
| 27 июня 1916     | Лотар фон Арно де ла Перьер | Windermere                | 2292    | Великобритания |
| 29 июня 1916     | Лотар фон Арно де ла Перьер | Carlo Alberto             | 312     | Италия         |
| 29 июня 1916     | Лотар фон Арно де ла Перьер | Giuseppina                | 214     | Италия         |
| 29 июня 1916     | Лотар фон Арно де ла Перьер | Teano                     | 1907    | Великобритания |
| 28 июля 1916     | Лотар фон Арно де ла Перьер | Dandolo                   | 4977    | Италия         |
| 30 июля 1916     | Лотар фон Арно де ла Перьер | Britannic                 | 3487    | Великобритания |
| 30 июля 1916     | Лотар фон Арно де ла Перьер | Ethelbryhta               | 3084    | Великобритания |
| 30 июля 1916     | Лотар фон Арно де ла Перьер | Giuseppe Marta            | 111     | Тунис          |
| 30 июля 1916     | Лотар фон Арно де ла Перьер | Katholm                   | 1324    | Дания          |
| 31 июля 1916     | Лотар фон Арно де ла Перьер | Citta Di Messina          | 2464    | Италия         |
| 31 июля 1916     | Лотар фон Арно де ла Перьер | Einar                     | 135     | Великобритания |
| 31 июля 1916     | Лотар фон Арно де ла Перьер | Emilio G.                 | 166     | Италия         |
| 31 июля 1916     | Лотар фон Арно де ла Перьер | Erling                    | 122     | Великобритания |
| 31 июля 1916     | Лотар фон Арно де ла Перьер | Generale Ameglio          | 222     | Италия         |
| 1 августа 1916   | Лотар фон Арно де ла Перьер | Heighington               | 2800    | Великобритания |
| 2 августа 1916   | Лотар фон Арно де ла Перьер | Eugenia                   | 550     | Италия         |
| 2 августа 1916   | Лотар фон Арно де ла Перьер | Neptune                   | 151     | Франция        |
| 3 августа 1916   | Лотар фон Арно де ла Перьер | Tricoupis                 | 2387    | Греция         |
| 4 августа 1916   | Лотар фон Арно де ла Перьер | Favonian                  | 3049    | Великобритания |
| 4 августа 1916   | Лотар фон Арно де ла Перьер | Siena                     | 4372    | Италия         |
| 4 августа 1916   | Лотар фон Арно де ла Перьер | Teti                      | 2868    | Италия         |
| 4 августа 1916   | Лотар фон Арно де ла Перьер | Tottenham                 | 3106    | Великобритания |
| 5 августа 1916   | Лотар фон Арно де ла Перьер | Achilleus                 | 843     | Греция         |
| 5 августа 1916   | Лотар фон Арно де ла Перьер | Mount Coniston            | 3018    | Великобритания |
| 7 августа 1916   | Лотар фон Арно де ла Перьер | Newburn                   | 3554    | Великобритания |
| 7 августа 1916   | Лотар фон Арно де ла Перьер | Trident                   | 3129    | Великобритания |
| 8 августа 1916   | Лотар фон Арно де ла Перьер | Imperial                  | 3818    | Великобритания |
| 8 августа 1916   | Лотар фон Арно де ла Перьер | Speme                     | 1229    | Италия         |
| 9 августа 1916   | Лотар фон Арно де ла Перьер | Antiope                   | 2973    | Великобритания |
| 9 августа 1916   | Лотар фон Арно де ла Перьер | Ganekogorta Mendi         | 3061    | Испания        |
| 9 августа 1916   | Лотар фон Арно де ла Перьер | Sebastiano                | 3995    | Италия         |
| 10 августа 1916  | Лотар фон Арно де ла Перьер | Temmei Maru               | 3360    | Япония         |
| 11 августа 1916  | Лотар фон Арно де ла Перьер | Pagasarri                 | 3287    | Испания        |
| 12 августа 1916  | Лотар фон Арно де ла Перьер | Gina                      | 443     | Италия         |
| 12 августа 1916  | Лотар фон Арно де ла Перьер | Nereus                    | 3980    | Италия         |
| 12 августа 1916  | Лотар фон Арно де ла Перьер | Regina Pacis              | 2228    | Италия         |
| 12 августа 1916  | Лотар фон Арно де ла Перьер | Saint Gaetan (aux)        | 125     | Франция        |
| 13 августа 1916  | Лотар фон Арно де ла Перьер | Balmoral                  | 2542    | Италия         |
| 13 августа 1916  | Лотар фон Арно де ла Перьер | Eurasia                   | 1898    | Италия         |
| 13 августа 1916  | Лотар фон Арно де ла Перьер | Francesco Saverio         | 214     | Италия         |
| 13 августа 1916  | Лотар фон Арно де ла Перьер | Ivar                      | 2139    | Дания          |
| 14 августа 1916  | Лотар фон Арно де ла Перьер | Emilia                    | 319     | Италия         |
| 14 августа 1916  | Лотар фон Арно де ла Перьер | Francesca                 | 161     | Италия         |
| 14 августа 1916  | Лотар фон Арно де ла Перьер | Henriette B.              | 176     | Италия         |
| 14 августа 1916  | Лотар фон Арно де ла Перьер | Ida                       | 242     | Италия         |
| 14 августа 1916  | Лотар фон Арно де ла Перьер | Lavinia                   | 243     | Италия         |
| 14 августа 1916  | Лотар фон Арно де ла Перьер | Louis B.                  | 212     | Италия         |
| 14 августа 1916  | Лотар фон Арно де ла Перьер | Pausania                  | 107     | Италия         |
| 14 августа 1916  | Лотар фон Арно де ла Перьер | Rosario                   | 188     | Италия         |
| 14 августа 1916  | Лотар фон Арно де ла Перьер | San Francesco Di Paolo    | 112     | Италия         |
| 14 августа 1916  | Лотар фон Арно де ла Перьер | San Giovanni Battista     | 1066    | Италия         |
| 14 августа 1916  | Лотар фон Арно де ла Перьер | San Giuseppe Patriarca    | 62      | Италия         |
| 15 августа 1916  | Лотар фон Арно де ла Перьер | Augusta                   | 523     | Италия         |
| 15 августа 1916  | Лотар фон Арно де ла Перьер | Candida Altieri           | 282     | Италия         |
| 15 августа 1916  | Лотар фон Арно де ла Перьер | Vergine Di Pompei         | 145     | Италия         |
| 16 августа 1916  | Лотар фон Арно де ла Перьер | Madre                     | 665     | Италия         |
| 17 августа 1916  | Лотар фон Арно де ла Перьер | Swedish Prince            | 3712    | Великобритания |
| 18 августа 1916  | Лотар фон Арно де ла Перьер | Erix                      | 923     | Италия         |
| 19 сентября 1916 | Лотар фон Арно де ла Перьер | Doride                    | 1250    | Италия         |
| 19 сентября 1916 | Лотар фон Арно де ла Перьер | Teresa                    | 270     | Италия         |
| 22 сентября 1916 | Лотар фон Арно де ла Перьер | Garibaldi                 | 5185    | Италия         |
| 22 сентября 1916 | Лотар фон Арно де ла Перьер | Giovanni Zambelli         | 2485    | Италия         |
| 23 сентября 1916 | Лотар фон Арно де ла Перьер | Charterhouse              | 3021    | Великобритания |
| 24 сентября 1916 | Лотар фон Арно де ла Перьер | Bronwen                   | 4250    | Великобритания |
| 24 сентября 1916 | Лотар фон Арно де ла Перьер | Bufjord                   | 2284    | Великобритания |
| 24 сентября 1916 | Лотар фон Арно де ла Перьер | Nicolo                    | 5466    | Италия         |
| 25 сентября 1916 | Лотар фон Арно де ла Перьер | Benpark                   | 3842    | Италия         |
| 26 сентября 1916 | Лотар фон Арно де ла Перьер | Newby                     | 2168    | Великобритания |
| 26 сентября 1916 | Лотар фон Арно де ла Перьер | Roddam                    | 3218    | Великобритания |
| 26 сентября 1916 | Лотар фон Арно де ла Перьер | Stathe                    | 2623    | Великобритания |
| 27 сентября 1916 | Лотар фон Арно де ла Перьер | Rallas                    | 1752    | Великобритания |
| 27 сентября 1916 | Лотар фон Арно де ла Перьер | Secondo                   | 3912    | Великобритания |
| 27 сентября 1916 | Лотар фон Арно де ла Перьер | Vindeggen                 | 2610    | Великобритания |
| 29 сентября 1916 | Лотар фон Арно де ла Перьер | Venus                     | 3976    | Италия         |
| 2 октября 1916   | Лотар фон Арно де ла Перьер | Rigel                     | 1250    | Франция        |
| 3 октября 1916   | Лотар фон Арно де ла Перьер | Samos                     | 1186    | Греция         |
| 4 октября 1916   | Лотар фон Арно де ла Перьер | Birk                      | 715     | Великобритания |
| 4 октября 1916   | Лотар фон Арно де ла Перьер | Gallia                    | 14 966  | Франция        |
| 5 октября 1916   | Лотар фон Арно де ла Перьер | Aurora                    | 2806    | Италия         |
| 5 октября 1916   | Лотар фон Арно де ла Перьер | Vera                      | 2308    | Швеция         |
| 5 января 1917    | Лотар фон Арно де ла Перьер | Lesbian                   | 2555    | Великобритания |
| 5 января 1917    | Лотар фон Арно де ла Перьер | Salvatore Padre           | 200     | Италия         |
| 6 января 1917    | Лотар фон Арно де ла Перьер | Hudworth                  | 3966    | Великобритания |
| 7 января 1917    | Лотар фон Арно де ла Перьер | Mohacsfield               | 3678    | Великобритания |
| 8 января 1917    | Лотар фон Арно де ла Перьер | Andoni                    | 3188    | Великобритания |
| 8 января 1917    | Лотар фон Арно де ла Перьер | Lynfield                  | 3023    | Великобритания |
| 11 февраля 1917  | Лотар фон Арно де ла Перьер | Assunta                   | 132     | Италия         |
| 12 февраля 1917  | Лотар фон Арно де ла Перьер | Lyman M. Law              | 1300    | Великобритания |
| 13 февраля 1917  | Лотар фон Арно де ла Перьер | Percy Roy                 | 110     | Великобритания |
| 14 февраля 1917  | Лотар фон Арно де ла Перьер | Mery                      | 178     | Россия         |
| 14 февраля 1917  | Лотар фон Арно де ла Перьер | Oceania                   | 4217    | Италия         |
| 15 февраля 1917  | Лотар фон Арно де ла Перьер | Buranda                   | 3651    | Великобритания |
| 16 февраля 1917  | Лотар фон Арно де ла Перьер | Oriana                    | 3132    | Италия         |
| 16 февраля 1917  | Лотар фон Арно де ла Перьер | Prudenza                  | 3307    | Италия         |
| 17 февраля 1917  | Лотар фон Арно де ла Перьер | Pier Accavan Ubert        | 112     | Италия         |
| 18 февраля 1917  | Лотар фон Арно де ла Перьер | Giuseppe                  | 1856    | Италия         |
| 18 февраля 1917  | Лотар фон Арно де ла Перьер | Guido T                   | 324     | Италия         |
| 18 февраля 1917  | Лотар фон Арно де ла Перьер | Skogland                  | 3264    | Швеция         |
| 23 февраля 1917  | Лотар фон Арно де ла Перьер | Longhirst                 | 3053    | Великобритания |
| 23 февраля 1917  | Лотар фон Арно де ла Перьер | Mont Viso                 | 4820    | Франция        |
| 24 февраля 1917  | Лотар фон Арно де ла Перьер | Dorothy                   | 3806    | Великобритания |
| 24 февраля 1917  | Лотар фон Арно де ла Перьер | Prikonisos                | 3537    | Греция         |
| 3 апреля 1917    | Лотар фон Арно де ла Перьер | Ardgask                   | 4542    | Великобритания |
| 4 апреля 1917    | Лотар фон Арно де ла Перьер | Marguerite                | 1553    | Великобритания |
| 4 апреля 1917    | Лотар фон Арно де ла Перьер | Parkgate                  | 3232    | Великобритания |
| 7 апреля 1917    | Лотар фон Арно де ла Перьер | Maplewood                 | 3239    | Великобритания |
| 11 апреля 1917   | Лотар фон Арно де ла Перьер | Miss Morris               | 156     | Великобритания |
| 12 апреля 1917   | Лотар фон Арно де ла Перьер | India                     | 2933    | Греция         |
| 13 апреля 1917   | Лотар фон Арно де ла Перьер | Giuseppe Accame           | 3224    | Италия         |
| 13 апреля 1917   | Лотар фон Арно де ла Перьер | Odysseus                  | 3463    | Греция         |
| 13 апреля 1917   | Лотар фон Арно де ла Перьер | Stromboli                 | 5466    | Италия         |
| 14 апреля 1917   | Лотар фон Арно де ла Перьер | Patagonier                | 3832    | Великобритания |
| 15 апреля 1917   | Лотар фон Арно де ла Перьер | Panaghi Drakatos          | 2734    | Греция         |
| 17 апреля 1917   | Лотар фон Арно де ла Перьер | Brisbane River            | 4989    | Великобритания |
| 17 апреля 1917   | Лотар фон Арно де ла Перьер | Corfu                     | 3695    | Великобритания |
| 17 апреля 1917   | Лотар фон Арно де ла Перьер | Fernmoor                  | 3098    | Великобритания |
| 18 апреля 1917   | Лотар фон Арно де ла Перьер | Trekieve                  | 3087    | Великобритания |
| 19 апреля 1917   | Лотар фон Арно де ла Перьер | Sowwell                   | 3781    | Великобритания |
| 20 апреля 1917   | Лотар фон Арно де ла Перьер | Leasowe Castle            | 9737    | Великобритания |
| 20 апреля 1917   | Лотар фон Арно де ла Перьер | Lowdale                   | 2260    | Великобритания |
| 20 апреля 1917   | Лотар фон Арно де ла Перьер | Nentmoor                  | 3535    | Великобритания |
| 23 апреля 1917   | Лотар фон Арно де ла Перьер | Bandiera E Moro           | 2086    | Италия         |
| 24 апреля 1917   | Лотар фон Арно де ла Перьер | Bien Aime Prof. Luigi     | 265     | Италия         |
| 24 апреля 1917   | Лотар фон Арно де ла Перьер | Nordsøen                  | 1055    | Дания          |
| 24 апреля 1917   | Лотар фон Арно де ла Перьер | Torvore                   | 1667    | Великобритания |
| 24 апреля 1917   | Лотар фон Арно де ла Перьер | Vilhelm Krag              | 3715    | Великобритания |
| 27 апреля 1917   | Лотар фон Арно де ла Перьер | Triana                    | 748     | Испания        |
| 13 октября 1917  | Лотар фон Арно де ла Перьер | Alavi                     | 3627    | Великобритания |
| 13 октября 1917  | Лотар фон Арно де ла Перьер | Despina G. Michalinos     | 2851    | Греция         |
| 13 октября 1917  | Лотар фон Арно де ла Перьер | Doris                     | 3979    | Италия         |
| 13 октября 1917  | Лотар фон Арно де ла Перьер | Lilla                     | 2819    | Италия         |
| 15 октября 1917  | Лотар фон Арно де ла Перьер | City Of Belfast           | 1055    | Великобритания |
| 18 октября 1917  | Лотар фон Арно де ла Перьер | Lorenzo                   | 2498    | Италия         |
| 19 октября 1917  | Лотар фон Арно де ла Перьер | Ikoma Maru                | 3048    | Япония         |
| 25 октября 1917  | Лотар фон Арно де ла Перьер | Fannie Prescott           | 404     | США            |
| 29 октября 1917  | Лотар фон Арно де ла Перьер | Namur                     | 6694    | Великобритания |
| 31 октября 1917  | Лотар фон Арно де ла Перьер | Cambric                   | 3403    | Великобритания |
| 2 ноября 1917    | Лотар фон Арно де ла Перьер | Maria Di Porto Salvo      | 91      | Италия         |
| 2 ноября 1917    | Лотар фон Арно де ла Перьер | San Francesco Di Paola G. | 91      | Италия         |
| 11 декабря 1917  | Лотар фон Арно де ла Перьер | Persier                   | 3874    | Великобритания |
| 20 декабря 1917  | Лотар фон Арно де ла Перьер | Fiscus                    | 4782    | Великобритания |
| 20 декабря 1917  | Лотар фон Арно де ла Перьер | Waverley                  | 3853    | Великобритания |
| 23 декабря 1917  | Лотар фон Арно де ла Перьер | Pietro                    | 3860    | Италия         |
| 24 декабря 1917  | Лотар фон Арно де ла Перьер | Turnbridge                | 2874    | Великобритания |
| 25 декабря 1917  | Лотар фон Арно де ла Перьер | Argo                      | 3071    | Великобритания |
| 25 декабря 1917  | Лотар фон Арно де ла Перьер | Cliftondale               | 3811    | Великобритания |
| 25 декабря 1917  | Лотар фон Арно де ла Перьер | Nordpol                   | 2053    | Великобритания |
| 23 февраля 1918  | Лотар фон Арно де ла Перьер | Humberto                  | 274     | Португалия     |
| 26 февраля 1918  | Лотар фон Арно де ла Перьер | Pytheas                   | 2690    | Норвегия       |
| 27 февраля 1918  | Лотар фон Арно де ла Перьер | Kerman                    | 4397    | Великобритания |
| 27 февраля 1918  | Лотар фон Арно де ла Перьер | Marconi                   | 7402    | Великобритания |
| 6 марта 1918     | Лотар фон Арно де ла Перьер | Daiten Maru               | 4555    | Япония         |
| 7 марта 1918     | Лотар фон Арно де ла Перьер | Begona No.4               | 1850    | Испания        |
| 9 марта 1918     | Лотар фон Арно де ла Перьер | Silverdale                | 3835    | Великобритания |
|                  |                             |                           | 575 387 |                |

## Командиры
| 3 ноября 1914 — 12 ноября 1915   | корветтен-капитан Вальдемар Копхамель (нем. Waldemar Kophamel)                        |
| 13 ноября 1915 — 16 марта 1918   | капитан-лейтенант Лотар фон Арно де ла Перьер (нем. Lothar von Arnauld de la Perière) |
| 17 марта 1918 — 13 августа 1918  | капитан-лейтенант Эрнст фон Фойгт (нем. Ernst von Voigt)                              |
| 14 октября 1918 — 11 ноября 1918 | капитан-лейтенант Хейно фон Хеймбург (нем. Heino von Heimburg)                        |